# Конельсько-Попівська сільська рада
Коне́льсько-Попі́вська сільська́ ра́да — адміністративно-територіальна одиниця та орган місцевого самоврядування в Жашківському районі Черкаської області. Адміністративний центр — село Конельська Попівка.

## Загальні відомості
- Населення ради: 755 осіб (станом на 2001 рік)

## Населені пункти
Сільській раді були підпорядковані населені пункти:
- с. Конельська Попівка

## Склад ради
Рада складалася з 14 депутатів та голови.
- Голова ради: Годований Віктор Тарасович

### Керівний склад попередніх скликань
| Прізвище, ім'я, по батькові | Основні відомості                                                 | Дата обрання | Дата звільнення |
| --------------------------- | ----------------------------------------------------------------- | ------------ | --------------- |
| Годований Віктор Тарасович  | Сільський голова, 1967 року народження, освіта вища, безпартійний | 26.03.2006   | 31.10.2010      |
| Годований Віктор Тарасович  | Сільський голова, 1967 року народження, освіта вища, безпартійний | 31.10.2010   | 06.11.2015      |
| Годований Віктор Тарасович  | Сільський голова, 1967 року народження, освіта вища, безпартійний | 06.11.2015   |                 |

Примітка: таблиця складена за даними сайту Верховної Ради України

### Депутати
За результатами місцевих виборів 2010 року депутатами ради стали:

#### За суб'єктами висування
| Суб'єкт висування | Кількість обраних депутатів | %   |
| ----------------- | --------------------------- | --- |
| Самовисування     | 14                          | 100 |

#### За округами
| № округу | Прізвище, ім'я, по батькові  | Дата визнання обраним | Освіта             | Партійна приналежність | Відомості про обраного депутата                                                 |
| -------- | ---------------------------- | --------------------- | ------------------ | ---------------------- | ------------------------------------------------------------------------------- |
| 1        | Нось Любов Михайлівна        | 03.11.2010            | вища               | позапартійна           | тимчасово не працює                                                             |
| 2        | Харченко Тетяна Пилипівна    | 03.11.2010            | середня            | позапартійна           | Сільський фельдшерсько-акушерський пункт, медсестра                             |
| 3        | Поліщук Віталій Іванович     | 03.11.2010            | середня            | позапартійний          | тимчасово не працює                                                             |
| 4        | Кривенко Алла Миколаївна     | 03.11.2010            | середня            | позапартійна           | тимчасово не працює                                                             |
| 5        | Кравченко Валентина Петрівна | 03.11.2010            | вища               | позапартійна           | ТОВ"Агросервіс", комірник                                                       |
| 6        | Борисенко Сергій Миколайович | 03.11.2010            | середня            | позапартійний          | тимчасово не працює                                                             |
| 7        | Пушкіна Людмила Дмитрівна    | 03.11.2010            | середня            | позапартійна           | ТОВ «Агросервіс», різноробоча                                                   |
| 8        | Мулько Людмила Степанівна    | 03.11.2010            | середня            | позапартійна           | Територіальний центр соціального обслуговування населення, соціальний працівник |
| 9        | Мороз Леся Никандрівна       | 03.11.2010            | середня            | позапартійна           | тимчасово не працює                                                             |
| 10       | Бородій Людмила Михайлівна   | 03.11.2010            | середня            | позапартійна           | Сільський фельдшерсько-акушерський пункт, санітарка                             |
| 11       | Мулько Анатолій Васильович   | 03.11.2010            | середня            | позапартійний          | тимчасово не працює                                                             |
| 12       | Савочка Людмила Василівна    | 03.11.2010            | середня спеціальна | позапартійна           | Сільська рада, землевпорядник                                                   |
| 13       | Побережець Інна Григорівна   | 03.11.2010            | середня            | позапартійна           | Сільська бібліотека-філіал, бібліо-текар                                        |
| 14       | Мандебура Тетяна Іванівна    | 03.11.2010            | середня            | позапартійна           | тимчасово не працює                                                             |